# Zastinocine, Terebovlea
Zastinocine (în ucraineană Застіночне) este un sat în comuna Ostriveț din raionul Terebovlea, regiunea Ternopil, Ucraina.

## Demografie
Componența lingvistică a localității Zastinocine
     Ucraineană (99,39%)
     Alte limbi (0,61%)
Conform recensământului din 2001, majoritatea populației localității Zastinocine era vorbitoare de ucraineană (99,39%), existând în minoritate și vorbitori de alte limbi.